# Vierter Kreuzzug
Der Vierte Kreuzzug von 1202 bis 1204, an dem hauptsächlich französische Ritter sowie venezianische Seeleute und Soldaten beteiligt waren, hatte ursprünglich die Eroberung Ägyptens zum Ziel. Trotz heftiger Einwände des Papstes und gänzlich dem Kreuzzugsgedanken zuwider wurde stattdessen das christliche Konstantinopel eingenommen und geplündert. Das Ereignis vertiefte die Spaltung zwischen griechisch-orthodoxem Osten und römisch-katholischem Westen.

## Vorgeschichte

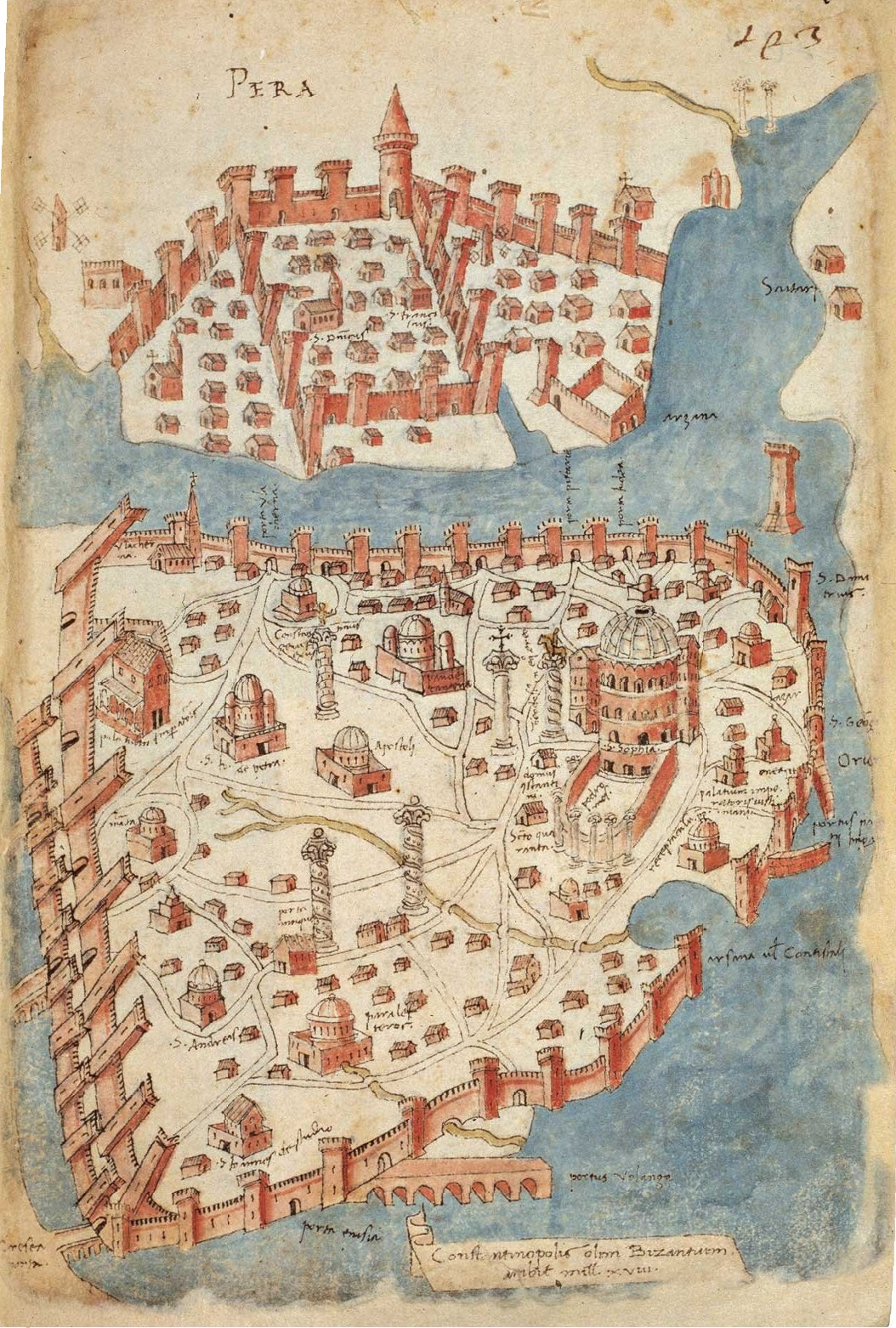
Konstantinopel im Mittelalter (Cristoforo Buondelmonti 1422, Description des îles de l’archipel, Bibliothèque nationale, Paris)

Mitte des 12. Jahrhunderts war beinahe ein Siebtel der über eine halbe Million Einwohner Konstantinopels „lateinischer“ (westeuropäischer) Herkunft. Es waren zum größten Teil Händler aus den Seerepubliken Amalfi, Genua, Pisa und der Republik Venedig. Diese Händler hatten Privilegien, welche die byzantinische Regierung in Notzeiten den Italienern gegen militärische Unterstützung hatte zugestehen müssen (vgl. Wirtschaftsgeschichte Venedigs). Die Bevorteilung der „Lateiner“, ihre anmaßende Art und ihre fortwährend untereinander ausgetragenen Feindseligkeiten schürten Hass in der byzantinischen Bevölkerung. Anfang 1171 wurde bei Ausschreitungen das Viertel der genuesischen Kaufleute im Stadtteil Pera auf der gegenüberliegenden Seite des Goldenen Horns zerstört. Die Täterschaft wurde nie geklärt, dennoch beschuldigte Kaiser Manuel I. Komnenos die Venezianer. Infolgedessen wurden am 12. März 1171 im gesamten Reich alle Kaufleute Venedigs verhaftet, eingekerkert und ihr Besitz konfisziert. Nur wenige konnten fliehen.
Die Serenissima fasste die Verhaftungswelle als Kriegserklärung auf. Noch im Sommer wurde eine Kriegsflotte mit 120 Schiffen ausgerüstet, die unter dem Kommando des Dogen Vitale Michiel II. im September 1171 in See stach. Die Flotte umrundete die Peloponnes und traf bei Euböa auf byzantinische Diplomaten, die um Verhandlungen baten. Vitale Michiel ging darauf ein, schickte eine Gesandtschaft nach Konstantinopel und überwinterte mit der Flotte auf Chios. Als die Gesandten im Frühjahr 1172 aus Konstantinopel zurückkehrten, war klar, dass Manuel Komnenos gar nicht daran dachte, seine Haltung zu ändern. Die angeblichen Verhandlungen nutzte er als Vorwand, um Zeit für den Ausbau der byzantinischen Verteidigungslinie zu gewinnen. Die venezianischen Diplomaten hatte er schimpflich behandelt, vielleicht wurde der zur Gesandtschaft gehörende Enrico Dandolo auf dieser Mission geblendet. Einen Angriff auf Byzanz konnte es allerdings nicht mehr geben, denn auf den überfüllten Schiffen war im Winter 1171/72 eine Seuche ausgebrochen und hatte Tausende dahingerafft. Die wenigen Überlebenden waren nicht mehr zur Kriegsführung imstande. Die Expedition endete in einer Katastrophe. Gedemütigt kehrte Vitale Michiel nach Venedig zurück, musste als Sündenbock herhalten und wurde angeklagt. Noch vor dem Prozess erdolchte ihn ein Venezianer namens Marco Casolo, der daraufhin gehängt wurde.
Das Verhältnis zwischen den einstigen Verbündeten Byzanz und Venedig litt durch diese Ereignisse dauerhaft, auch ein 1177 geschlossener Frieden zwischen den beiden Parteien änderte daran nichts. 1182 griff infolge von Wirren um die Thronfolge Andronikos I. Komnenos nach der Macht, der bis dahin im Exil an der Schwarzmeer-Küste geweilt hatte. Noch vor seiner Ankunft in Konstantinopel wurde bei dem sogenannten „Lateinerpogrom“ nahezu die gesamte „lateinische“ Bevölkerung (noch immer waren Genuesen und Pisaner in der Stadt) ermordet und ihre Stadtviertel niedergebrannt.
Im August 1189 verweigerte Kaiser Isaak II. Angelos dem deutschen Heer des Dritten Kreuzzugs unter Friedrich Barbarossa die Durchreise, obwohl er zuvor die freie Passage und den Transport über den Hellespont (heutiger Name: Dardanellen) zugesagt hatte. Er hatte heimlich mit Sultan Saladin vereinbart, das Vorwärtskommen der Kreuzfahrer so lange wie möglich zu verzögern. Erst nach der Besetzung und Plünderung zahlreicher byzantinischer Städte und Burgen und der Bedrohung von Konstantinopel selbst ließ Isaak II. Angelos die Kreuzfahrer im März 1190 nach Kleinasien übersetzen.
1195 wurde Kaiser Isaak II. durch eine Palastrevolte von seinem Bruder Alexios III. gestürzt. Mit seiner Thronbesteigung setzte sich der Niedergang der kaiserlichen Autorität im byzantinischen Reich fort. Erst löste sich Trapezunt vom Reich, dann errichtete Leon Sgouros eine Herrschaft in Mittelgriechenland mit dem Zentrum Korinth. Alexios stand den Entwicklungen hilflos gegenüber, Byzanz verlor seine Bedeutung als europäische Macht. Als sich der armenische Fürst Leo II. in Kilikien zum König des neuen Reiches von Kleinarmenien erklärte, forderte er seine Anerkennung nicht etwa vom nahen Kaiser in Byzanz, sondern vom römisch-deutschen Kaiser Heinrich VI. sowie von Papst Coelestin III. Noch verhängnisvoller als der Verlust an Einfluss wurde für Byzanz die Einbuße seiner Seeherrschaft. Nachdem ein Großteil der kaiserlichen Flotte 1186 von den Normannen vor Zypern vernichtet worden war, besaß das Byzantinische Reich noch 20 Schiffe. Mit dieser Flotte vermochte man nicht einmal das Marmarameer frei von Piraten zu halten. Infolgedessen ging der Seehandel – die Haupteinnahmequelle Konstantinopels – drastisch zurück.
Ab 1195 plante der römische Kaiser Heinrich VI. einen Kreuzzug, der vermutlich zur Ausdehnung seiner Herrschaft auf den gesamten östlichen Mittelmeerraum geführt hätte. Allerdings starb Heinrich 1197 im Alter von 32 Jahren, noch während sich in Messina seine Kreuzzugsflotte sammelte.

## Der Kreuzzug

### Die Vorbereitungen
Im August 1198 rief Papst Innozenz III. ohne besonderen Anlass (wie etwa die Niederlage bei Hattin, die Auslöser für den Dritten Kreuzzug gewesen war) mit der päpstlichen Bulle Post miserabile Ierusolimitane zum erneuten Kreuzzug zur Rückeroberung der Levante auf. Nach den nur geringen Erfolgen des Dritten Kreuzzugs und des Kreuzzugs Heinrichs VI. war der Großteil Palästinas und insbesondere Jerusalem noch immer im Besitz der muslimischen Ayyubiden. Der Papst konzentrierte sich mit seinem Kreuzzugsaufruf zunächst auf Nordfrankreich und beabsichtigte, vor allem kleinere Machthaber zu werben (vgl. Erster Kreuzzug). Zu den ersten, die – nach einer Predigt Fulkos von Neuilly – das Kreuz ergriffen, zählten Theobald von der Champagne, der bis zu seinem Tode als inoffizieller Kreuzzugsführer galt, Ludwig von Blois, Balduin von Flandern und Hennegau sowie Hugo IV. von St. Pol. Angesichts der Spannungen mit Byzanz, die es beim Dritten Kreuzzug gegeben hatte, war man sich anscheinend von vornherein darüber einig, den Seeweg ins Heilige Land zu nehmen, weshalb Gesandte (unter ihnen Gottfried von Villehardouin, der Chronist des Vierten Kreuzzugs) zu Verhandlungen in die großen italienischen Hafenstädte geschickt wurden. Nach einiger Zeit einigte man sich mit Venedig, das sich bereit erklärte, den Transport von etwa 33.000 Mann zu organisieren, und ebenso eine eigene Flotte mit 50 Galeeren auszurüsten. Als Bezahlung handelte der greise Doge Enrico Dandolo 85.000 Mark Silber sowie die Hälfte des zu erobernden Gebiets aus. Am 29. Juni 1202 plante die Flotte, in See zu stechen. Offizielles Ziel des Kreuzzugs war wie eh und je Jerusalem, aber in einem geheimen Zusatzprotokoll einigten sich die Kreuzfahrer auf eine Einnahme Ägyptens. Dadurch sollte das Kerngebiet der Ayyubiden vor dem eigentlichen Angriff auf das Hauptziel erobert werden. Die Kreuzfahrer erwarteten, dass sich Palästina ohne Ägypten nicht halten könne. Nachdem Theobald von der Champagne im Mai 1201 gestorben war, wurde der gerade eingetroffene Bonifatius von Montferrat zum Anführer gewählt. Anfang Oktober 1202 konnte der Kreuzzug beginnen.

### Die Eroberung von Zara

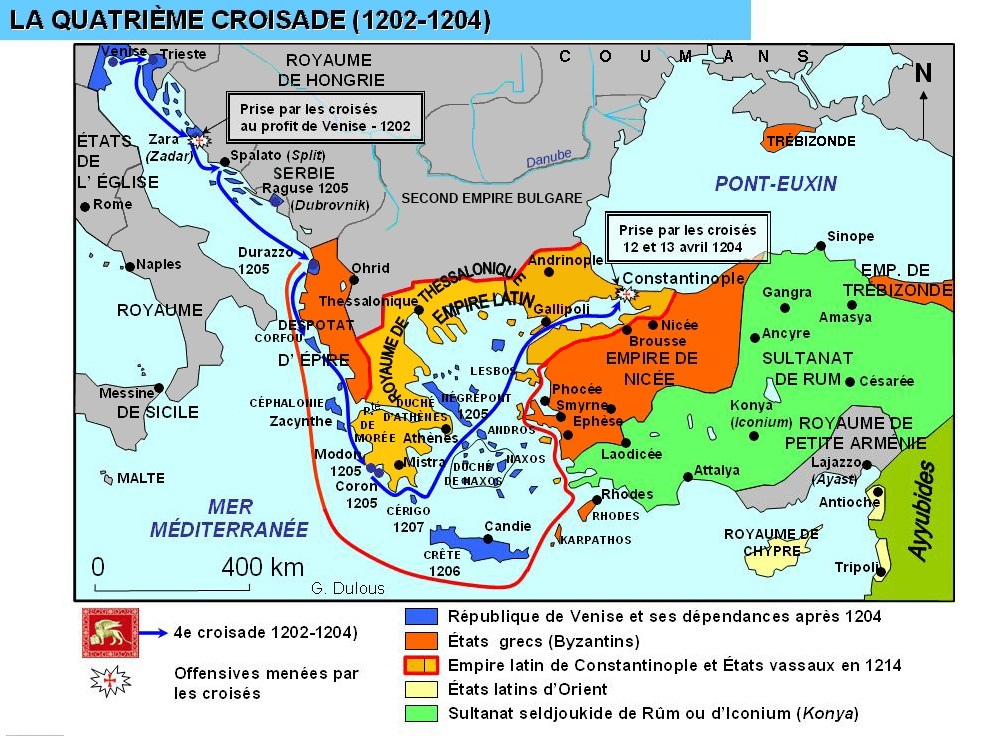
Vierter Kreuzzug 1202–1204

Für Venedig war das gesamte Unternehmen ein hochriskantes Wagnis. Die Stadt stellte über 200 Schiffe zur Verfügung, neugebaute und von der eigenen Handelsschifffahrt abgezogene. Nichts davon konnte im Voraus von den Kreuzfahrern bezahlt werden. Bei einem Fehlschlag der Expedition wäre Venedig bankrott gewesen. Zudem war das Unterfangen in der Stadt umstritten, da sie gute Handelsbeziehungen zu den Arabern unterhielt. Als schließlich nur ein Drittel der erwarteten 34.000 Kreuzfahrer zum Abfahrtstermin erschien, ahnten die Venezianer ein Scheitern des Unternehmens. Sie verlangten weiterhin die volle vertraglich zugesicherte Entlohnung, welche die Kreuzfahrer zu diesem Zeitpunkt nicht zahlen konnten. Man einigte sich darauf, die dalmatinische Stadt Zara einzunehmen, wofür Venedig eine Stundung des fälligen Betrags akzeptieren wollte. Nach zweiwöchiger Belagerung hatte man die Stadt Ende November 1202 eingenommen. Die Beute der Eroberung wurde mit den Schulden der Kreuzfahrer verrechnet. Aufgrund der fortgeschrittenen Jahreszeit überwinterte man in Zara.

### Wendung gegen Byzanz
Prinz Alexios IV. Angelos, Sohn des gestürzten Isaak II. und Neffe von Alexios III., traf am 20. oder 25. April in Zara ein. Da war die Entscheidung, nach Konstantinopel zu fahren, längst gefallen. Die Idee, den Kreuzzug über Konstantinopel umzulenken, „war älter und stammt von den Kreuzfahrern selbst; er ging auf die Gespräche von Verona und auf Druck Philipps von Schwaben zurück... und die Barone hatten sich beeilt, den Papst darauf aufmerksam zu machen, dass eine derartige Unternehmung die Rückeroberung des Heiligen Landes erleichtern würde.“ Von alledem erfuhren die Kreuzfahrer offenbar erst, als sie diese „Botschaft“ im Januar 1203 im Winterlager bei Zara erreichte. Prinz Alexios hatte vergeblich bei Papst Innozenz III. um Hilfe gebeten, war aber erfolgreich bei seinem Schwager, dem römisch-deutschen König Philipp von Schwaben, und Bonifatius von Montferrat, dem Anführer des Kreuzfahrerheeres. Letzterer kam merkwürdig spät bei den Kreuzfahrern an, und zwar nachdem er Alexios IV. bereits zugesagt hatte, dessen Vater mit Hilfe der Kreuzfahrer wieder auf seinen Thron zu verhelfen. Wie schon bei der Eroberung Zaras waren die Meinungen, ob man dieses Angebot annehmen sollte, geteilt. Viele weigerten sich und verließen das Kreuzfahrerheer. Die wichtigsten Anführer, darunter Bonifatius von Montferrat, Ludwig von Blois, Balduin von Flandern und Hennegau sowie Hugo von St. Pol, stimmten jedoch zu.
Papst Innozenz III. hatte den Kreuzfahrern in einem Brief ausdrücklich den Krieg gegen Christen untersagt. Das bezog sich vor allem auf Zara, das zu dieser Zeit vom ungarischen König beherrscht wurde, der selbst einen Kreuzzug gelobt hatte. Der Papst strafte die Venezianer, die er als Ideengeber sah, mit der Exkommunikation. Der Brief wurde aber von den Anführern des Kreuzzuges abgefangen. Die ersten Schiffe liefen von Zara bereits am 7. April in Richtung Konstantinopel aus. Bonifatius von Montferrat hatte den Kreuzfahrern in Zara reiche Belohnung versprochen, wenn sie dem gestürzten Kaiser Isaak II. wieder auf den Thron verhelfen würden: eine ungeheure Summe von 200.000 Silbermark, die Versorgung des Kreuzfahrerheeres für ein Jahr sowie eine Armee von 10.000 Mann als Unterstützung bei der Rückeroberung Jerusalems. „… und der kindische Tropf (gemeint ist Prinz Alexios) nickte dazu“, kommentierte Niketas Choniates (loc. zit. S. 114). Man segelte weiter nach Dyrrhachion, wo Prinz Alexios als Vertreter des rechtmäßigen Kaisers empfangen wurde. In Korfu zeigte sich Widerstand der Bevölkerung, als sie von der Absicht der Kreuzfahrer erfuhren. Am 24. Mai 1203 verließ man die Insel und erreichte über Euböa die Dardanellen, wo die Stadt Abydos eingenommen wurde. Anschließend segelte man nach Konstantinopel, das man am 24. Juni 1203 erreichte. Es begann eine Zeit der Verhandlungen, obwohl schnell klar war, dass Alexios III. nicht ohne weiteres abdanken würde. Die Thronansprüche Alexios’ IV. mussten militärisch erzwungen werden.

#### Erste Belagerung Konstantinopels
Die ersten kleineren Gefechte zu Land und zu Wasser blieben wirkungslos. Die angegriffenen Byzantiner sperrten die Einfahrt zum Goldenen Horn mit einer Kette. Den Venezianern und restlichen Kreuzfahrern gelang es allerdings, die Sperre zu durchbrechen, und die Kreuzfahrer lagerten nun direkt vor der Stadt. Die Venezianer konzentrierten sich in einem ersten Angriff am 17. Juli 1203 auf die Schwachstelle der Festung Konstantinopel, nämlich die vergleichsweise leicht befestigte Seemauer zum Goldenen Horn. Es gelang ihnen, von Türmen auf ihren Schiffen aus einen Abschnitt der Mauer zu erstürmen. Das französische Heer, Frankenheer genannt, das im Westen die Theodosianische Landmauer angriff, musste sich allerdings zurückziehen und wurde von den Truppen Alexios’ III. verfolgt. In Erwartung einer Schlacht zogen sich die Venezianer vom eroberten Mauerabschnitt zurück, nachdem sie in den angrenzenden Stadtvierteln Feuer gelegt hatten. Doch zu einer offenen Schlacht kam es nicht, denn der byzantinische Kaiser zog sich zurück.
Obwohl die Lage alles andere als aussichtslos erschien, floh Alexios III. nach Thrakien. Damit brach der Widerstand der Belagerten zusammen. Der blinde, seit seiner Entmachtung eingekerkerte Isaak II. wurde von den Byzantinern wieder auf den Thron gesetzt. Ein geschickter Schachzug, denn nun gab es keinen Grund für weitere Kämpfe. Ende Juli wurden die Anführer der Kreuzfahrer in die Stadt gelassen und Isaak II. erkannte die durch seinen Sohn Alexios, der darüber hinaus am 1. August zum Mitkaiser ernannt wurde, gegenüber den Kreuzfahrern gemachten Versprechen an. Bis zur Erfüllung eben jener lagerten die Franken und Venezianer vor der Stadt und planten den Feldzug gegen das eigentliche Ziel der Unternehmung: Ägypten.

#### Erneuter Umsturz
Die Kreuzfahrer warteten nun auf die Erfüllung der ihnen gemachten Versprechungen. Doch Isaak II. sah sich außerstande, seine Schulden zu begleichen oder überhaupt das versprochene Heer für die Eroberung Palästinas aufzustellen. Und so blieben die „Lateiner“ in Konstantinopel, und mit jedem weiteren Tag stieg die Unruhe. Es kam zu wiederholten Über- und Angriffen von Byzantinern auf lateinische Kaufleute, die daraufhin ihre Stadtviertel verließen und ins Lager der Kreuzfahrer flüchteten. Es wurden Versuche unternommen, die venezianische Flotte mit Brandern zu attackieren, was allerdings erfolglos blieb. Die Franken zogen ihrerseits marodierend durch die Stadt und die Umgebung. Das Kreuzfahrerheer hatte ein zunehmendes Versorgungsproblem, und die Requirierungen verstärkten die Ablehnung der Lateiner und des mit ihnen vermeintlich verbündeten Kaisers Isaak II. bei der einheimischen Bevölkerung. Die Unbeliebtheit des unfähigen Herrscherduos Isaak II. und Alexios IV. wuchs. Am 28. Januar 1204 wählte eine Senats- und Priesterversammlung daher Nikolaos Kanabos zum Kaiser, aber schon im Februar erklärte sich der Anführer der byzantinischen Partei, Alexios V. Murtzouphlos, zum neuen Kaiser. Seine Vorgänger Alexios IV. und Nikolaos wurden getötet, und auch Isaak II. starb wenig später unter ungeklärten Umständen, wahrscheinlich ebenfalls durch die Hand Alexios’ V., der im Übrigen jegliche Zahlung an die Kreuzfahrer verweigerte und sie anwies, unverzüglich seine Stadt und sein Reich zu verlassen, auf das er Anspruch erhob.

#### Eroberung und Plünderung Konstantinopels

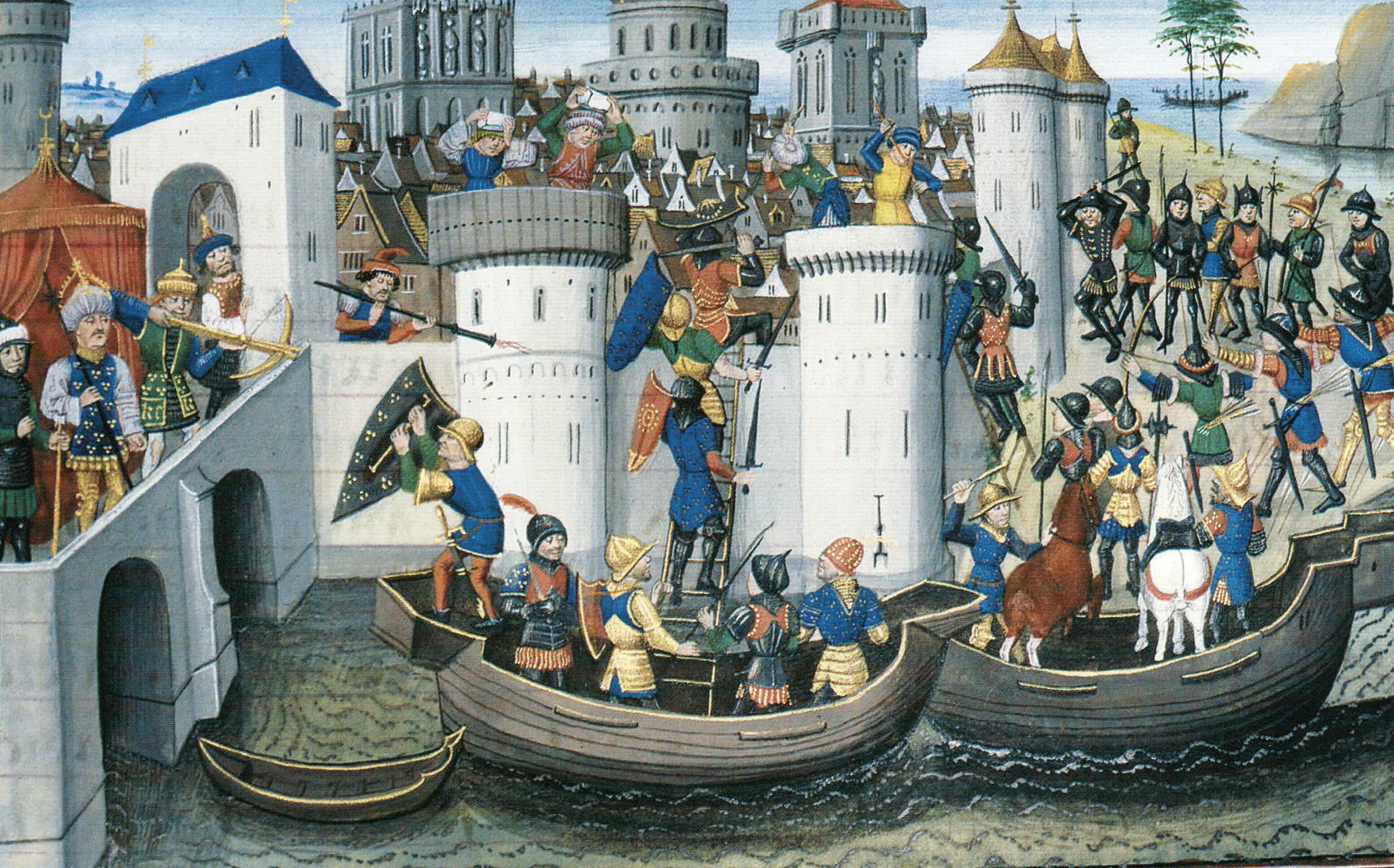
Darstellung der Eroberung Konstantinopels, Bild stammt vermutlich aus dem 14. oder 15. Jahrhundert

An einen Weiterzug der Kreuzfahrer war ohne ausreichend Proviant und Ergänzung ihrer Ausrüstung nicht zu denken. Sie waren auch nicht bereit, ohne Beute in die Heimat zurückzukehren. Nun hatten sie sogar ein Motiv und Ziel, die christliche Stadt anzugreifen, nämlich die wortbrüchigen Griechen durch eine lateinische Herrschaft zu ersetzen. Der Sturmangriff auf Konstantinopel wurde sorgsam vorbereitet. Ein Brief des Papstes, der wiederum ein Verbot eines solchen Angriffs aussprach, wurde abgefangen.
Im März 1204 unterzeichneten die teilnehmenden Mächte einen Vertrag (den sogenannten Partitio Terrarum Imperii Romaniae) über die Aufteilung von Beute und byzantinischem Gebiet für den Fall des Sieges. Demnach sollten die Venezianer drei Achtel, die Kreuzfahrer drei Achtel und der neu zu benennende Herrscher Byzanz’ ein Viertel der Beute erhalten, bis die Schulden der Franken getilgt waren. Alles Weitere an Beute sollte eins zu eins geteilt werden. Ebenso vereinbarte man, dass der zukünftige lateinische Kaiser von je sechs venezianischen und fränkischen Wahlmännern berufen werden sollte. Außerdem sollte die Partei, die nicht den Kaiser stellte, im Gegenzug einen der ihren zum Patriarchen ernennen dürfen.
Zu einem ersten ernsthaften Angriff auf die Mauern Konstantinopels kam es am 9. April 1204. Die von Alexios V. verstärkten Seemauern am Goldenen Horn hielten den Attacken der Venezianer diesmal stand. Auch nach mehreren Stunden erzielte man keinen Erfolg, so wurden Mann und Gerät gegen Abend wieder von den Mauern abgezogen und auf die andere Seite des Goldenen Horns gebracht. Am 12. April folgte der nächste Angriff. Diesmal gelang die Erstürmung einiger Türme der Seemauer. Die Angreifer öffneten nach harten Kämpfen von innen eines der Stadttore und konnten sich im Hafenviertel dicht hinter der Mauer festsetzen. Erneut setzten sie einige Häuser in Brand und lösten damit eine Feuersbrunst aus.
Doch der Kampf war keineswegs entschieden, denn nach wie vor kontrollierten die Byzantiner den Großteil der Stadt. In der Nacht zum 13. April jedoch ergriff Alexios V. eilig die Flucht, woraufhin der geordnete Widerstand in der Stadt zusammenbrach. Der flüchtige Kaiser wurde gefasst, erst geblendet, dann getötet. Die Kreuzfahrer hatten nun die Kontrolle über die Stadt. Es begann eine drei Tage andauernde Plünderungswelle, bei der viele Einwohner misshandelt, vergewaltigt oder getötet wurden. Jahrhundertealte Kunstschätze wurden geraubt, wertvolle Ikonen und Mosaike zerstört sowie dutzende Reliquien aller Art entwendet und infolgedessen über ganz Europa verstreut. So berichtet der Ritter und Augenzeuge Robert de Clari über die Erstürmung des alten Kaiserpalastes am Bukoleon-Hafen von der Reliquienkapelle der byzantinischen Herrscher:

„Selbst die Türangel und Riegel waren hier aus Silber, und dann gab es da keine Säule, die nicht aus Jaspis oder Porphyr oder aus reichen Edelsteinen war. In dieser Kapelle fand man ganz reiche Reliquien, denn man fand da zwei Stücke vom wahren Kreuz Christi, so groß wie das Bein eines Mannes und ungefähr so lang wie ein halber Klafter, […] auch das Eisen der Lanze, mit der unser Herr in die Seite gestochen wurde, zwei Nägel, die durch die Mitte seiner Hände und die Mitte seiner Füße geschlagen wurden, die Tunika, die er trug und die von ihm genommen wurde, als sie ihn auf den Kalvarienberg führten und […] die gesegnete Krone, mit der er gekrönt worden ist.“

Im Gegensatz zu den Franken, die wahllos Goldschmuck zusammenrafften und einschmolzen, schickten die Venezianer Suchtrupps aus Kunstexperten durch die Stadt, welche die wertvollsten Gegenstände sicherstellten. Viele dieser Stücke schmücken noch heute den Dogenpalast in Venedig. Der Gesamtwert der Beute wird auf etwa 900.000 Silbermark geschätzt.

## Folgen des Vierten Kreuzzuges

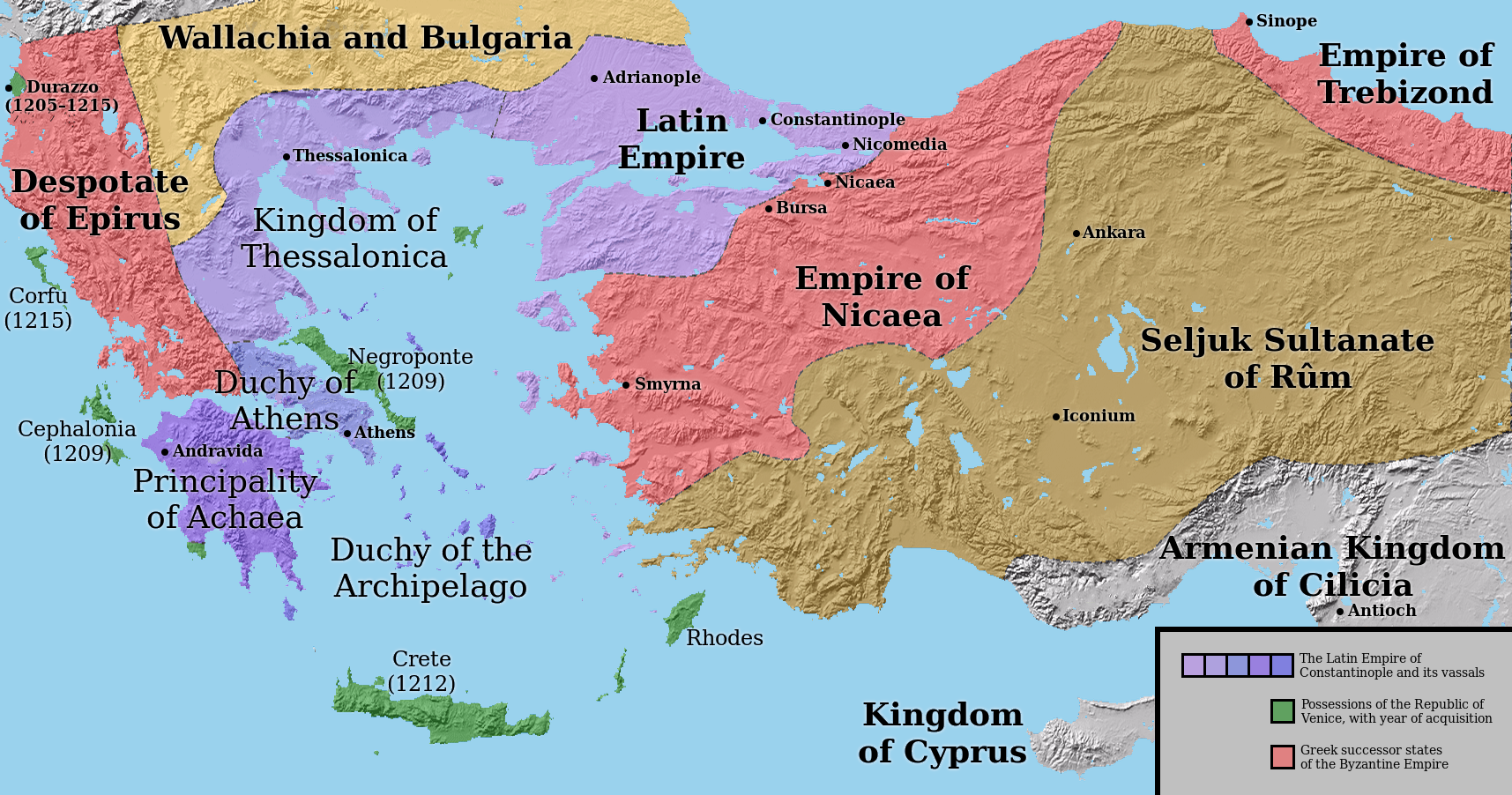
Karte mit der geographischen Aufteilung des Byzantinischen Reiches nach dem Vierten Kreuzzug, 1204

Vertragsgemäß wurden die gewonnenen Gebiete unter den Siegern aufgeteilt. Ein Rumpfgebiet des einstigen Byzantinischen Reichs wurde zum Lateinischen Kaiserreich. Dessen erster Kaiser, Balduin von Flandern und Hennegau, hatte allerdings nur noch eine zerstörte Stadt, die einst prächtigste Metropole der Christenheit, zur Hauptstadt. Das Lateinische Königreich Thessalonike im Osten Nord- und Mittelgriechenlands sowie diverse Fürsten- und Herzogtümer auf der Peloponnes und der ägäischen Inselwelt unterstanden formal ebenfalls dem lateinischen Kaiser in Konstantinopel. Kreta und ein kleiner Teil an der für eine Seefahrernation wichtigen Spitze des westlichen Fingers der Peloponnes (Modon und Koron) gingen als Kolonie an Venedig. Zudem erhielt Venedig im Westen Griechenlands „Korfu und die Ionischen Inseln, verschiedene in der Ägäis verstreute Stützpunkte und Inseln, die wichtige Kontrolle über Gallipoli und die Dardanellen und, ganz entscheidend, drei Achtel von Konstantinopel einschließlich der Hafenanlagen und Warenlager, die Eckpfeiler kaufmännischen Reichtums“.
Einige andere Gebiete wurden jedoch von Nachfolgestaaten des Byzantinischen Reichs in Besitz genommen, so etwa das Despotat Epiros im Nordwesten Griechenlands, das Kaiserreich Trapezunt mit Alexios I. Komnenos an der Spitze, und das Kaiserreich Nikaia mit Theodor I. Laskaris. Dem Lateinischen Kaiserreich mangelte es bereits bei der Gründung an jeglicher militärischer Stärke, schon knapp ein Jahr nach der Einnahme Konstantinopels unterlag Kaiser Balduin I. den Bulgaren unter Zar Kalojan in der Schlacht von Adrianopel. Einem Nachfolger Theodors I. von Nikaia, Michael VIII. Palaiologos, gelang 1261 die Rückeroberung Konstantinopels im Handstreich. Das Byzantinische Reich vermochte allerdings nicht mehr den alten Glanz wiederherzustellen, den es vor dem Vierten Kreuzzug hatte. Das „Bollwerk“ Byzanz, das Europa über 500 Jahre vor der Expansion der Muslime schützte, hatte nun stark an Widerstandskraft verloren. Es setzte eine osmanische Eroberungswelle ein, die erst nach den Schlachten an der Mariza, auf dem Amselfeld, bei Nikopolis und Mohács in der ersten Wiener Türkenbelagerung zum Stillstand kam. Für die Osmanen war die Einnahme Konstantinopels im Laufe des 15. Jahrhunderts nur eine Frage der Zeit, die Stadt fiel 1453.
Durch die Gräueltaten bei der Plünderung Konstantinopels blieb das Verhältnis der orthodoxen Christen zu Westeuropa teilweise bis in die heutige Zeit gestört. Obwohl der Papst die Ereignisse des Vierten Kreuzzugs im Nachhinein auf das Schärfste verurteilte, wurde der Graben zwischen katholischer und orthodoxer Kirche, der seit dem 11. Jahrhundert bestand, nun unüberwindbar, da theologische Einigungsversuche nach solchen Erfahrungen mit den Katholiken für die orthodoxe Bevölkerung nicht mehr akzeptabel waren. Dies gilt auch für Russland, das sich nach dem Vierten Kreuzzug und durch die im 13. Jahrhundert ebenfalls erfolgte mongolische Eroberung von Europa abwandte.
Als im Heiligen Land bekannt wurde, dass der Vierte Kreuzzug die muslimischen Feinde in Ägypten und Palästina nicht erreichen würde, verlängerte König Amalrich II. von Jerusalem seinen 1204 ablaufenden Waffenstillstandsvertrag von 1198 mit dem Ayyubiden-Sultan Al-Adil I. um weitere sechs Jahre.